# La Bête (film, 1943)
Pour les articles homonymes, voir La Bête.
La Bête (titre original : Whistling in Brooklyn) est un film américain réalisé par S. Sylvan Simon et sorti en 1943.

## Fiche technique
- Titre original : Whistling in Brooklyn
- Réalisation : S. Sylvan Simon
- Scénario : Nat Perrin, Wilkie C. Mahoney (dialogues)
- Producteur : George Haight
- Photographie : Lester White
- Montage : Ben Lewis
- Musique : George Bassman
- Genre : Comédie, Crime[1]
- Production : Metro-Goldwyn-Mayer
- Distribution : 	Loew's, Inc.
- Durée : 87 minutes
- Dates de sortie : 
  - États-Unis : 18 novembre 1943 sortie limitée[2]
  - États-Unis : décembre 1943

## Distribution
- Red Skelton : Wally Benton
- Ann Rutherford : Carol Lambert
- Jean Rogers : Jean Pringle
- Rags Ragland : Chester Conway
- Ray Collins : Grover Kendall
- Henry O'Neill : Inspecteur Holcomb
- William Frawley : Détective Ramsey
- Sam Levene : Creeper
- Arthur Space : Détective MacKenzie
- Robert Emmett O'Connor : Détective Leo Finnigan
- Steve Geray : Whitey
- Howard Freeman : Steve Conlon
- Mike Mazurki : thug
- Lillian Yarbo : Maid